# 키지코스
키지코스(고대 그리스어: Κύζικος Kúzikos; 오스만 튀르크어: آیدینجق, Aydıncıḳ)는 오늘날 튀르키예 발리케시르주에 해당하는 아나톨리아반도의 미시아 지방의 옛 그리스 도시이다. 이 도시는 현재의 카프다반도(고전기의 아르크톤네소스섬)의 해안 지대에 위치했는데, 본래 이곳은 마르마라해에 있던 섬이었으나 과거 시대에 지진 혹은 인위적인 행위를 통해서 육지와 연결된 육계사주라고 한다.
에르데크와 반드르마 사이의 도로에 위치한 키지코스 지역은 튀르키예 정부의 문화부가 보호하고 있다.

## 역사

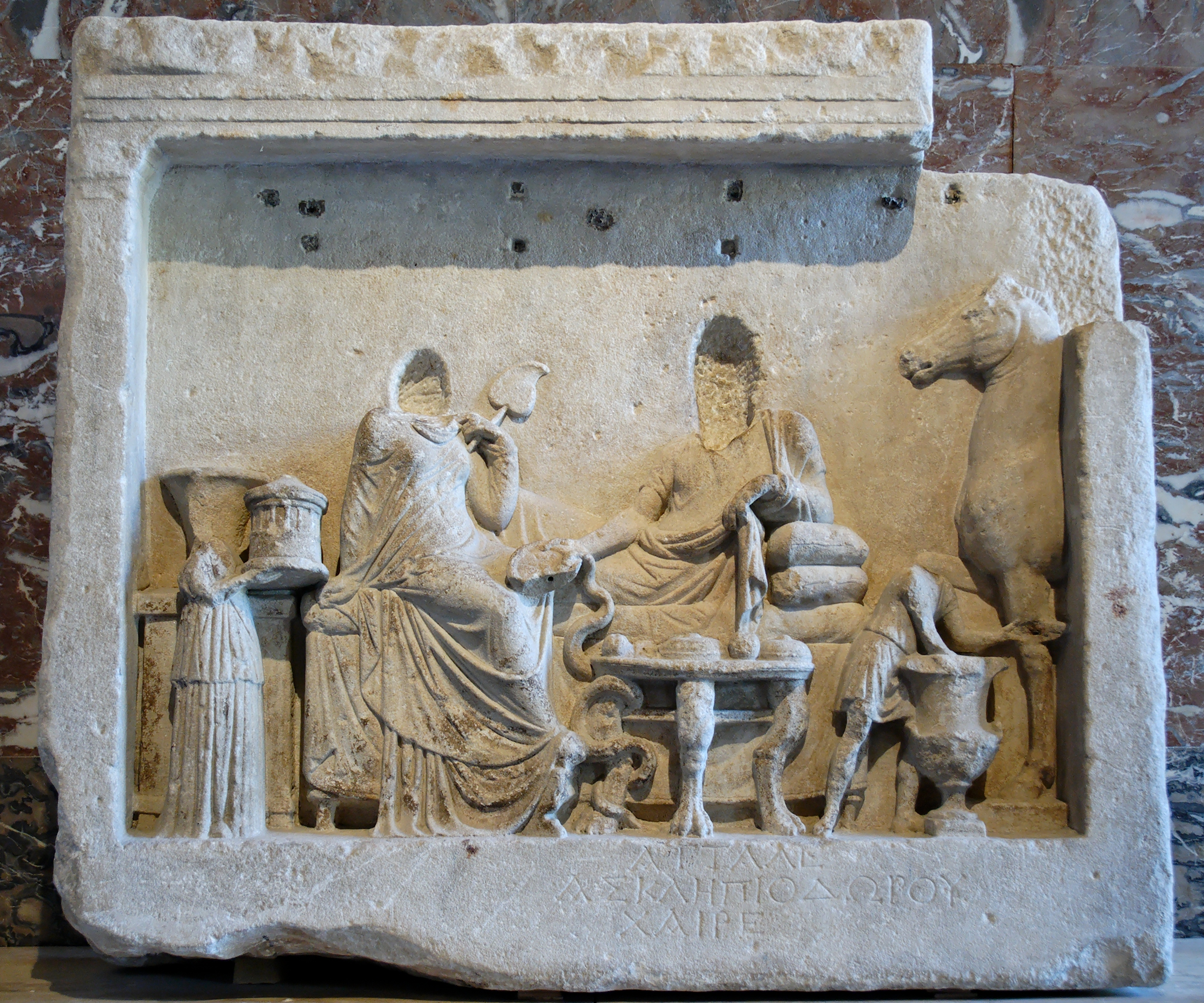
키지코스에서 출토된 기원전 2세기의 대리석판

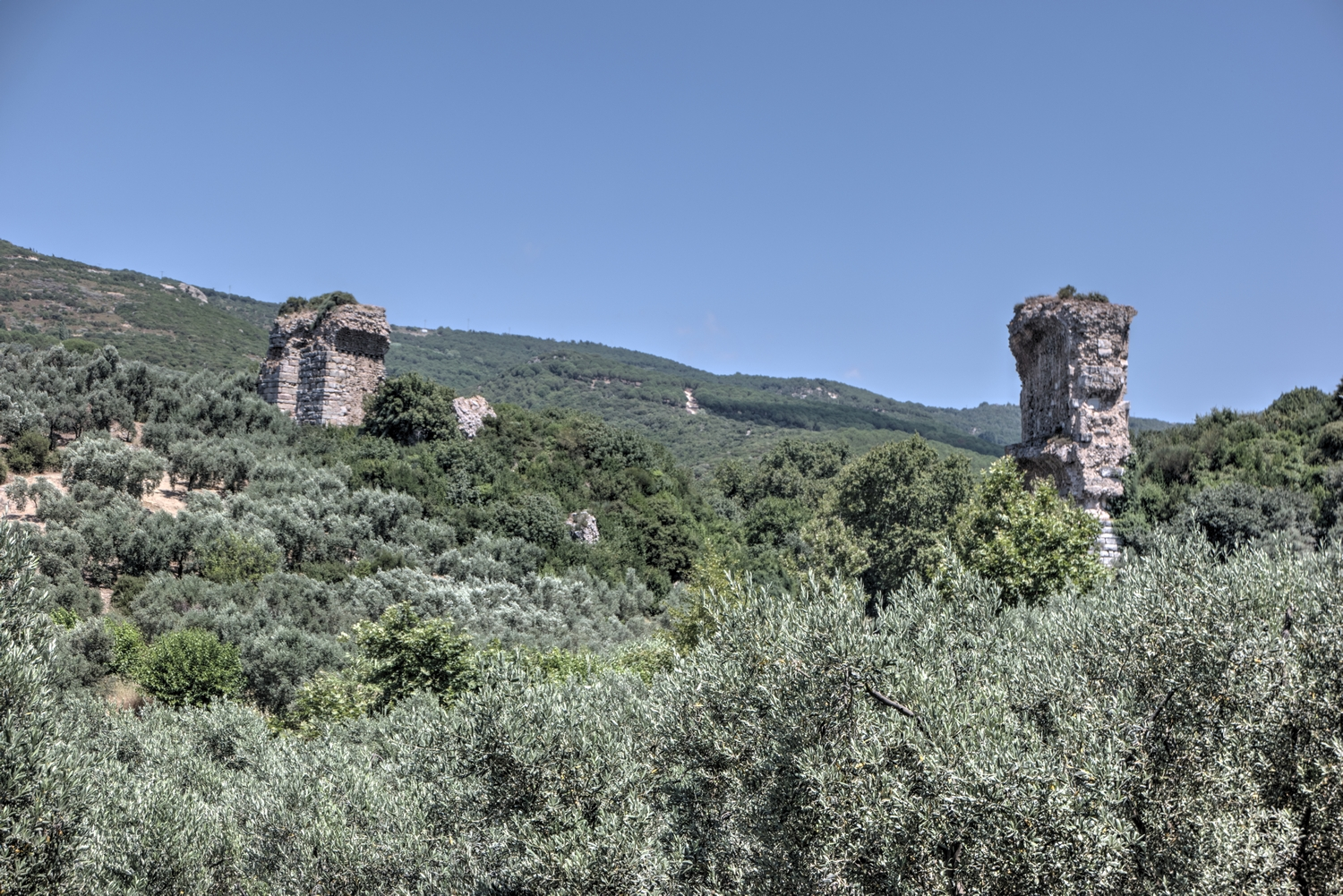
튀르키예의 키지코스 유적지

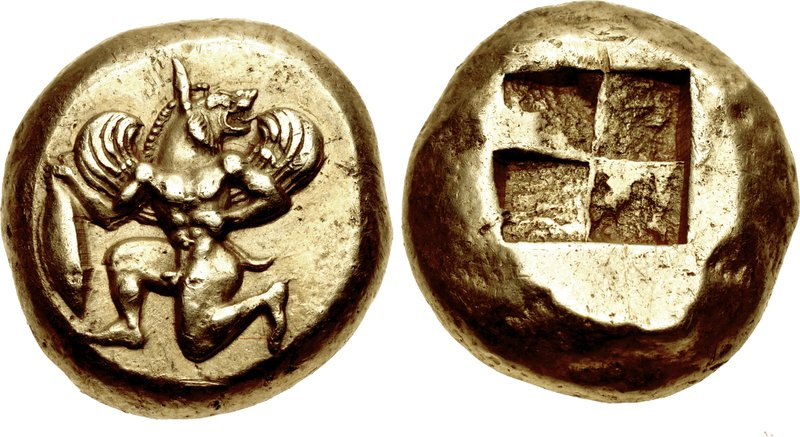
기원전 550-500년경의 키지코스 주화

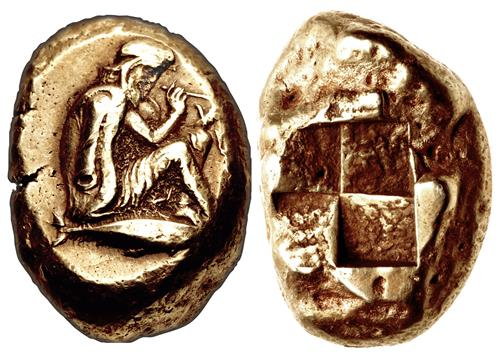
아케메네스 제국에서 발행된 키지코스 주화. 앞면: 오른 손으로 화살을 검사하고 왼손으로는 활을 붙잡고 있으며 참치 위에 앉아있는 페르시아인 궁수가 새겨져 있다. 뒷면: 4부로 나뉘어 각인된 사각형. 일부 화폐 수집가들에 의하면, 이 궁수가 파르나바조스 2세를 나타내는 것일 수도 있다고 한다. 시간이 흘러 이 궁수에 대한 묘사는 파르티아 제국의 드라크마에 사용된 정규 도상이 되었다.

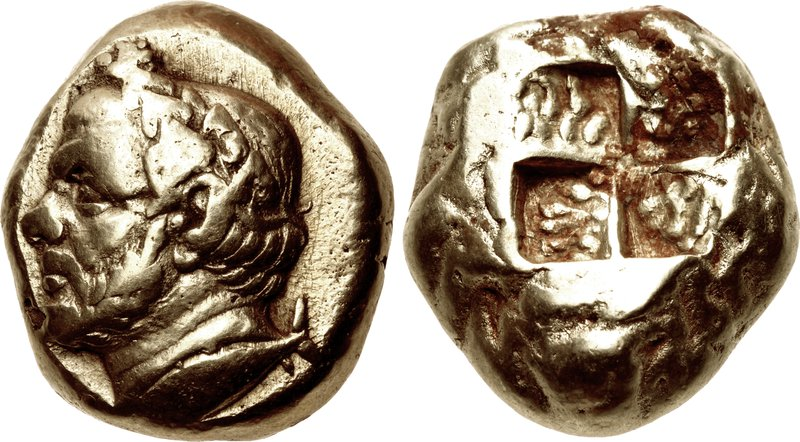
기원전 4세기 중엽의 키지코스의 호박금 스타테르. 앞면은 참치를 발 아래로 둔 채 월계관을 쓰고 있는 티모테오스에 대한 초상일 수 있다.

### 고대
키지코스는 아르고 원정대에서 유래한 전승에 의하면 테살리아 지방 출신의 펠레스기족이 세웠다고 하며, 시간이 흘러 주장한 바에 따르면 기원전 756년기에 밀레토스 출신의 여러 이주민들이 건너왔다고 하나, 이곳의 중요성은 그리스와 흑해를 연결하던 해상 무역로를 분쟁이 벌어진 펠로폰네소스 전쟁 말경에 시작되었다. 이 시기 때 아테네와 밀레토스 측의 도시들은 쇠퇴하였고, 키지코스는 번영하기 시작하였다. 아테네 측의 함대 사령관이던 알키비아데스는 기원전 410년에 키지코스 해전이라 알려진 중요 전투에서 스파르타 함대를 패배시켰다. 저명한 그리스 철학자 크니도스의 에우독소스는 키지코스에 학당을 차리고 자신들의 제자들과 동행한 채 아테로 가 플라톤을 만났다. 이후에 그는 키지코스로 돌아왔고 기원전 355년에 사망했다. 키지코스의 올림피아드 시기는 135년 또는 139년부터라고 여겨진다.
이곳의 유리한 위치 때문에, 키지코스는 빠르게 상업적 중요성을 획득했고, 키지코스의 금제 스타테르는 마케도니아의 필리포스 2세의 스타테르로 대체되기 전까지 고대 세계의 주된 통화였다. 키지코스의 주화인 키지케노스(Κυζικηνός)는 독특함과 그 특질성 때문을 가져 28 드라크마의 가치가 있었다.

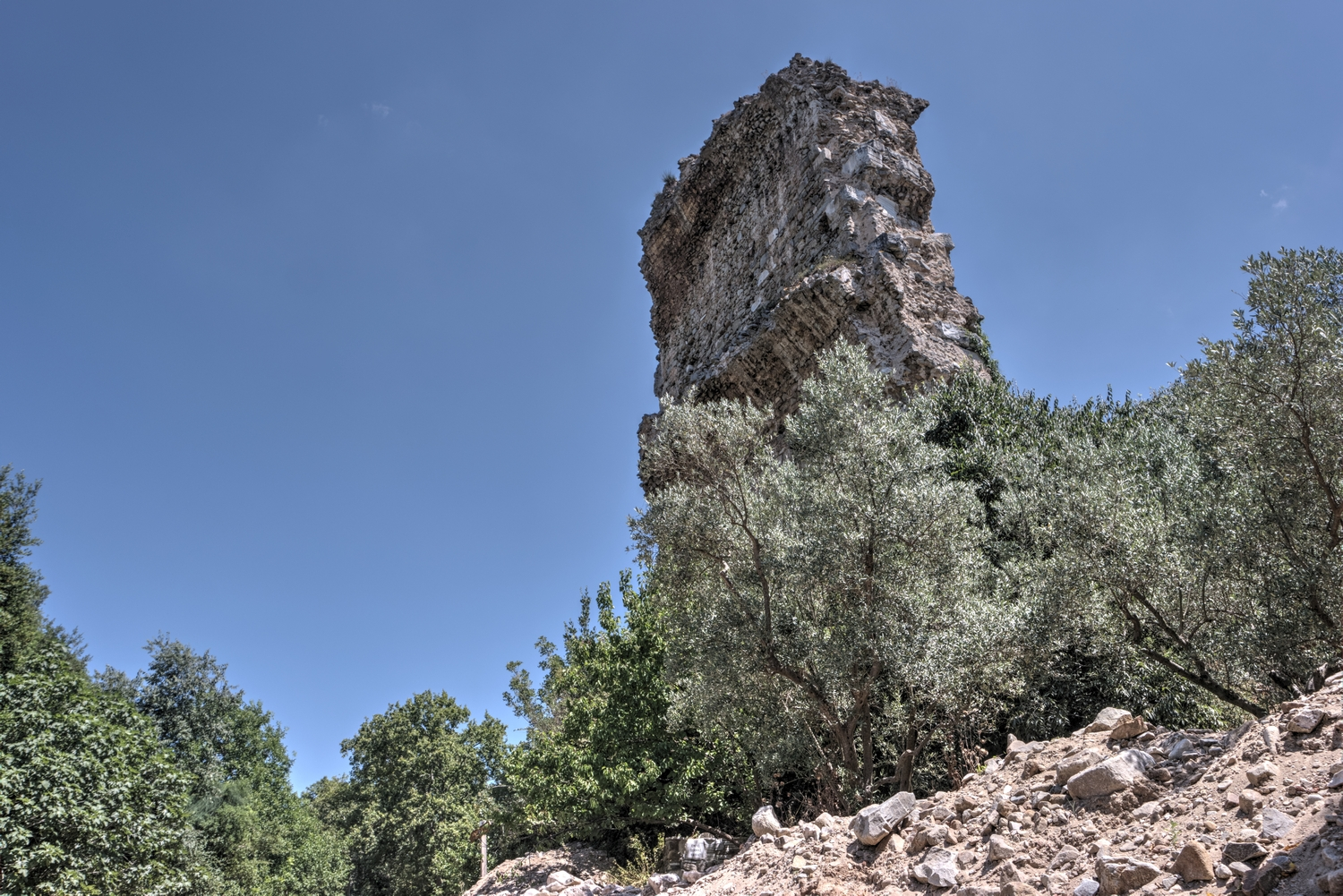
키지코스 원형 극장

펠로폰네소스 전쟁 (기원전 431년–404) 기간 키지코스는 번갈아가며 아테네와 라케다이몬의 지배를 받았다. 전쟁 기간 중인 410년의 키지코스 해전 때, 아테네 함대가 출격하여 스파르타 함대를 완파하였다. 안탈키다스의 강화 조약 당시 (기원전 387년), 아시아 지방의 다른 그리스 도시들처럼, 페르시아에 넘어갔다. 알렉산드로스 대왕이 이후 기원전 334년에 페르시아로부터 이곳을 점령하였고 키지코스가 내륙의 본토와 연결되도록 했다고 전해진다.
헬레니즘 시대 이곳의 역사는 페르가몬의 아탈로스 왕조와 밀접하게 관련되어 있으며, 아탈로스 왕조의 멸망으로 고대 로마와 직접적인 관계를 형성하게 되었다. 키지코스는 폰토스의 미트리다테스 6세과 대립하던 로마 편에 섰고 그는 기원전 74년에 300,000명의 병력으로 이곳을 포위했으나, 결연히 버텨냈고 루쿨루스가 이 포위를 풀어주었다. 키지코스의 이 충성심은 영토 확장 및 다른 특권들로 보상을 받았다. 로마인들은 키지코스에 호의를 표하며 독립 지위를 인정해주었다. 키지코스는 저멀리 트로아스에 이르는, 미시아 북부 지방의 핵심 도시였다.

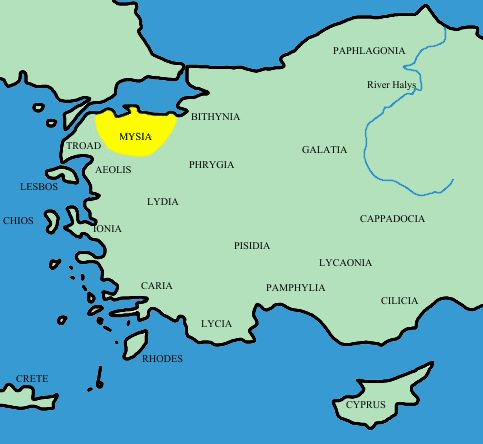
키지코스는 미시아 지방의 도시였다.

티베리우스 황제 재위 때, 로마 제국에 합병되었으나 미시아 (이후의 헬레스폰투스)의 주도로서의 지위는 유지했고 고대 세계에서 가장 큰 도시 중 하나가 되었다.
키지코스에는 아르테미스를 숭배하는 여성들의 종교 집단이 있었고, 돌론 (Δόλων)이라 불렸다.

### 중세
키지코스는 서기 675년에 무아위야 1세가 이끄는 아랍군에 일시적으로 점령되었다. 또한 443년에 시작되어 1063년까지 이어진 연속된 지진으로 황폐화된 것으로 보인다. 키지코스의 인구는 십자군 병력들에 키지코스반도가 점령된 때인 13세기 이전에 아르타케로 이주가 이뤄졌지만, 1324년 당시에 이곳은 콘스탄티노플의 총대주교에게 일시적으로 보조금을 줄 수가 있었던 아나톨리아의 세 관구 중 한 곳이었다. 오스만에 점령된 뒤로 키지코스는 어려운 시기를 보냈다. 1370년과 1372년 사이 어느 시점부터 1387년까지, 키지코스는 버려졌었다. Speros Vryonis는 이 현상이 경제적 어려움 때문이라 추측하였다. 이후 14세기에, 칼케돈의 교구들과 비티니아와 헬레스폰트에 있던 특정 대주교 소유지들이 키지코스로 편입되었다.
오스만 시대 때, 키지코스는 부르사주의 에르데크의 일부였다.

## 교회사
로마 속주 헬레스폰투스의 주도였던 키지코스는 대교구가 있던 곳이었다. 640년경에 편찬된 프세우도-에피파니오스의 노티티아이 에피스코파투움에서, 키지코스는 속주교 교구 12개가 있었는데 아비두스, 바리스 인 헬레스폰토 (사리쾨이와 비가 사이), 다르다누스, 게르마 인 헬레스폰토 (게르마슬루, 키르마스티, 기르마스 유적지), 하드리아노테라이 (우준지아 야일라), 일리움, 람프사쿠스, 밀레토폴리스, 오카, 피오니아 (아브즐라르), 포이마네눔 (에스키마니아스), 트로아스 등이었다. 키지코스에는 또한 독립 교구 성격의 파리움과 프로콘네수스 등도 있었다.

### 담당 주교
키지코스는 1세기 때부터 시작된 주교들에 대한 명단이 있으며, 미셸 르 퀴앙은 명단의 59명을 언급했다. 좀 더 온전한 명단은 니코데모스에서 그리스어로 "Office of St. Emilian" (Constantinople, 1876)라고 하는 문서의 34–36 페이지에서 발견되었으며, 85명의 이름을 담고 있다. 이 명단에서 주요 인사들로는 저명한 아리우스파 신학자 키지코스의 에우노미오스, 성 달마티오스, 주교들인 프로클로스 그리고 콘스탄티노플 대주교가 된 게르마누스, 8세기의 순교자인 성 에밀리아노스 등이 있었다. 키지코스 출신에서 성인이 된 다른 이인 키지코스의 트리파이나는 키지코스의 수호성인이다. 아리우스파에 대한 역사가인 겔라시오스는 475년경에 기록물을 남겼고, 키지코스에서 태어났다.
- 게오르기오스 클레이다스 -  1253–61년경의 키지코스 관구장[8]
- 테오도로스 스쿠타리오테스 - 1277년경의 키지코스 관구장[9]
- 다닐 글리키스 - 1285–89년의 키지코스 관구장[10]
- 메토디오스 - 1289년부터의 키지코스 관구장[11]
- 네폰 1세 - 1310–14년까지의 콘스탄티노플 대주교이자, 1303–10년 키지코스 관구장[12]
- 아타나시오스 - 1324–47년의 키지코스 관구장[13]
- 테오도레토스 - 1370–72년의 키지코스 '프로에드로스'[14]
- 세바스테이아노스 - 1381–86년의 키지코스 관구장[15]
- 마타이오스 1세 -  1397년–1410년의 콘스탄티노플 대주교이자, 1387–97년의 키지코스 관구장[16]
- 테오그노스토스 -  1399년–1405년의 키지코스 주교[17]
- 마카리오스 - 1409년의 키지코스 주교[18]
- 메트로파네스 2세 - 1440–43년의 콘스탄티노플 대주교이자, 1436–40년의 키지코스 관구장[19]
- 키릴로스 4세 - 1711–13년의 콘스탄티노플 대주교이며, 그 전에는 키지코스 관구장으로 있었다

키지코스는 1923년까지 그리스 정교회의 관구장 주교구 지위를 유지하다가 그리스-튀르키예 인구 교환 협약에 따라 그리스어나 튀르키예어를 구사하는 그리스 정교회 신자가 없어지게 되었다. 키지코스의 마지막 관구장은 1932년에 사망했다. 오늘날에는 콘스탄티노폴리스 세계총대주교청의 명목상 교구로 남아있다.

### 가톨릭 교회의 명목상 교구
1885년 이래로, 로마 가톨릭교회는 키지코스를 명목상 교구로 구분하였다. 상위 교구(관구장 주교구)로 분류는 되나, 1974년부터는 담당 관구장은 공석으로 있다. 명목상 관구장 목록은 다음과 같다:
- 존 밥티스트 레이미(John Baptist Lamy, 1885년.8월.18일 – 1888년.2월.13일)
- 윌리엄 베네딕 스캐리스브릭(Benedict Scarisbrick, O.S.B., 1888년.9월.8일 – 1908년.5월.7일)
- 호세 마리아 카사레스 이 마르티네스(José María Cázares y Martínez, 1908년.4월.29일 – 1909년.3월.31일)
- 요한네스 피델리스 바탈리아(Johannes Fidelis Battaglia, 1909년.7월.3일 – 1913년.9월.10일)
- 시메온 페레이라 이 카스테욘(Simeón Pereira y Castellón, 1913년.12월.2일 – 1921년.1월.29일)
- 자코모 세레기(Giacomo Sereggi, 1921년.10월.14일 – 1922년.4월.11일)
- 주세페 모라비토(Giuseppe Moràbito, 1922년.7월.4일 – 1923년.12월.3일)
- 퍼프 언털 (1924.07월.14일 – 1945년.12월.24일)
- 마누엘 마릴라 페헤이라 다 실바(Manuel Marilla Ferreira da Silva, 1949년.5월.29일 – 1974년.11월.23일)

## 기념물
발키즈 세라이(Balkiz Serai) 늪지대의 한가운데에 있는 키지코스는 발키즈(Bal-Kiz)로 알려져 있고 사람이 거주하지는 않지만 경작은 이뤄지고 있다. 현존하는 주요 유적지들에는 키지코스의 전체 크기를 추론하게 해주는 4세기의 것으로 추정되는 성벽과, 하드리아누스 신전의 하부 구조, 로마 수도교와 원형 극장 유적지 등이다.
천이 가로지르는 곳에 있는 키지코스의 원형극장은 세계에서 가장 큰 규모 중 하나였다. 이곳의 건설은 1세기 중엽에 시작되어 3세기 말까지 이어졌다. 지름은 거의 500 피트 (150 m)에 이르렀고 키지코스 지역 내 북위 40° 23′ 54″ 동경 27° 53′ 04″ / 북위 40.398213°  동경 27.884552°  지점에 위치했다. 이 거대한 건물은 때때로 고대 세계의 7대 불가사희 중 하나로 선정되기도 했으며, 1444년까지는 31개의 거대한 기둥들이 여전히 서있었다고 한다. 이 기둥들은 조금씩 건축 목적으로 때어졌다고 한다.
하드리아누스 황제에 봉헌된 신전의 거대한 기초는 여전히 볼 수 있으며 기둥들은 21.35 높이이며, 19.35 미터의 레바논의 바알벡 신전의 기둥보다 높아 가장 높은 기둥으로 알려져 있다.
키지코스의 기념물들은 비잔티움 황제 유스티아누스가 소피아 대성당 건설을 위한 채석장으로 쓰였고, 오스만 시대가 들어서도 마찬가지였다.

## 주요 인물
- 키지코스의 안드로스테네스 - 기원전 200년 때 안티오코스 3세의 인도행에 동행함.
- 키지코스의 에우독수스 - 기원전 130년의 항해사 및 탐험가.
- 콘스탄티노플의 프로클로스 - 5세기에 임명된 키지코스 관구장 교구이나 실질적으로는 그 직위로 활동하지는 않았다. 콘스탄티노플의 대주교 및 그리스도론 발전에 있어서 중요한 인물이었다.
- 콘스탄티노플 대주교 게르마누스 1세 - 8세기 초 키지코스의 관구장 주교이자 후대의 콘스탄티노플 대주교 및 초기 성상숭배 신학자
- 키지코스의 겔라시우스 - 5세기의 신학자.
- 키지코스의 아드라스토스 - 아우구스티누스가 인용한 수학자
- 증거자 테오파니스 - 키지코스 인근에 위치한 폴리크로니오스 수도원에서 정식 성직 생활을 시작함.
- 이아이아 - 여성 화가, 조각가, 상아 조각가이며, 키지코스의 이아이아로 알려짐.
- 키지코스의 네안테스, rhetor

## 같이 보기
- 발리케시르주

## 참고 문헌
- 본 문서에는 현재 퍼블릭 도메인에 속한 브리태니커 백과사전 제11판의 내용을 기초로 작성된 내용이 포함되어 있습니다.
- 본 문서에는 현재 퍼블릭 도메인에 속한 1913년 가톨릭 백과사전의 내용을 기초로 작성된 내용이 포함되어 있습니다.
- Trapp, Erich; Beyer, Hans-Veit (2001). 《Prosopographisches Lexikon der Palaiologenzeit》 (독일어). I, 1–12, Add. 1–2, CD-ROM Version. Vienna: Verlag der Österreichischen Akademie der Wissenschaften. ISBN 978-3-7001-3003-1.